# Zelluläre Landwirtschaft
Zelluläre Landwirtschaft ist ein Forschungsgebiet, das sich mit der Herstellung von tierischen und pflanzlichen Produkten in Zellkultur beschäftigt. Hierunter fallen Produkte wie In-vitro-Fleisch, Fisch, Milch, Eier, Gelatine, Seide und Leder. Der zellulären Landwirtschaft wird das Potenzial einer Alternative zu den mit ökologischen und ethischen Problemen belasteten herkömmlichen Produktionsmethoden für tierische Produkte zugeschrieben. In den letzten Jahren erfuhr das Forschungsgebiet wachsendes Interesse von Wissenschaftlern und Investoren.
Üblicherweise wird zwischen zellulären und azellulären Produkten unterschieden. Zelluläre Produkte bestehen aus ganzen Zellen oder künstlichen Geweben und werden auf dem Wege des Tissue Engineering hergestellt. Azelluläre Produkte sind organische Stoffe (z. B. Proteine, Lipide), die von Zellkulturen hergestellt werden. Im Endprodukt sind dann keine Zellen enthalten. Bezüglich des Herstellungsprozesses lässt sich zelluläre Landwirtschaft in Zell-/Gewebskultivierung und Präzisionsfermentation unterscheiden.

## Forschung

### Tissue Engineering

#### Zellauswahl
Zur Herstellung von kultiviertem Fleisch werden Stammzellen als Ausgangsmaterial verwendet, welche die Fähigkeit zu zahlreichen Zellteilungen besitzen (Proliferation) und zugleich die Kapazität, sich in ein bestimmtes Gewebe zu entwickeln (Differenzierung). Da die Hauptbestandteile von in vivo  gewachsenem Fleisch Muskel- und Fettgewebe sind, fokussiert sich ein Großteil der momentanen Forschung auf die Produktion von kultiviertem Muskelfleisch und Fett, wofür jeweils verschiedene Zelltypen verwendet werden können.
So enthalten beide Produkte gewebespezifische adulte Stammzellen, i. e. Satellitenzellen in Muskeln oder mesenchymale bzw. fibroadipotöse Stammzellen in Fett. In Abgrenzung zu adulten Stammzellen werden auch pluripotente Stammzellen für die Produktion eines oder mehrerer Gewebe verwendet, beispielsweise embryonale Stammzellen oder induzierte pluripotente Stammzellen. Da sich pluripotente Stammzellen in eine Vielzahl verschiedener Zelltypen ausdifferenzieren können, ist zu deren spezifischer Differenzierung eine komplexe Mischung verschiedener Zellstimuli, wie Wachstumsfaktoren oder transgene Genexpression, notwendig.
Die Anforderung an die Zellen, sich noch häufig teilen zu können, um aus dem vom Tier entnommenen Material ökonomisch relevante Mengen kultivierten Fleisches herzustellen, stellt eine besondere Herausforderung für die Entwicklung der Technologie dar. Es wird dabei von 30 bis 50 notwendigen Zellteilungen ausgegangen, welche jedoch in den Bereich des Hayflick Limits kommen. Die Entwicklung von Zelllinien, d. h. der von einer Zelle oder einer geringen Anzahl an Zellen ausgehende Zellpopulation, die diesen Anforderungen gerecht werden, wird auch als Zelldesign bezeichnet. Der Begriff umfasst dabei die Auswahl der Stammzellen, die Optimierung ihrer Wachstumsbedingungen, also auch die genetische Modifikation, und hat zum Ziel, die genetische Stabilität und Reproduzierbarkeit des Wachstums und finaler Produkte zu maximieren.

#### Nährmedien
Um außerhalb eines Organismus wachsen zu können, benötigen Zellen in vitro eine Nährlösung (auch Kulturmedium) als Nährstofflieferant. Diese können neben dem Hauptbestandteil Wasser unter anderem anorganische Salze, verschiedene Zucker, Aminosäuren, Peptide, Vitamine und Wachstumsfaktoren enthalten.
Im Gegensatz zur medizinischen Anwendung besteht in der zellulären Landwirtschaft die zusätzliche Einschränkung, dass keine oder nur geringe Anteile an tierischen Produkten wie beispielsweise Fetales bovines Serum in den Nährmedien verwendet werden können, um dem Ziel einer (von den ursprünglichen Zellen abgesehen) tierfreien Produktion von kultiviertem Fleisch gerecht zu werden.

#### Biomaterial
Um adhärente (anhaftende) Zellen wie Satellitenzellen in einem Bioreaktor wachsen zu lassen, werden üblicherweise Mikroträger (Microcarrier) verwendet. Diese müssen biologisch aktiv sein, sodass die Zellen z. B. durch fokale Adhäsion mit ihnen interagieren können, und idealerweise auch biologisch abbaubar oder essbar, um im späteren Produkt keine Gefahrenstoffe darzustellen. Die Suche nach den idealen Mikroträgern stellt innerhalb der zellulären Landwirtschaft eine eigene Forschungsdisziplin dar.
Auch für die Differenzierung von Myoblasten (wie auch von pluripotenten Stammzellen) zu Myozyten muss eine Stützstruktur vorhanden sein, auf der sich die zunächst mononukleären Zellen zu multinukleären Muskelfasern durch Zellfusion ausbilden können. Bei Stützstrukturen wird grundsätzlich unterschieden zwischen Hydrogelen, die ausgangs noch in flüssigem Zustand mit den Zellen gemischt werden und bei höheren Temperaturen, Salzkonzentrations- oder pH-Änderungen aushärten (z. B. Kollagen, Matrigel, Gelatin, Alginate, Agarose etc.), und bioaktiven porösen Gerüsten (Scaffolds), wie beispielsweise Soja, Pektin oder Gellan.

### Fermentation
Mit Hilfe von Präzisionsfermentation (engl. precision fermentation) lassen sich tierische Produkte wie zum Beispiel Milch und Eier herstellen. Beide Lebensmittel besitzen Proteine mit besonderen sensorischen Eigenschaften, die nur schwierig durch pflanzliche Proteine ersetzt werden können. Durch Präzisionsfermentation lassen sich durch genetisch veränderte Mikroorganismen diese Proteine herstellen, ohne dass hierfür ein Tier benötigt wird.
Ein bereits etabliertes Produkt ist zum Beispiel mikrobiell fermentiertes Lab. Das Enzym Chymosin B ist eine Protease, die natürlicherweise im Labmagen von Kälbern gebildet wird. Es ist in der Lage, Proteine in der Milch der Mutterkuh zu spalten, und erleichtert so die Verdauung der Proteine für das Kalb. Gleichzeitig führt das Spalten der Milchproteine zu einer Veränderung der Löslichkeit der Proteine. Die Proteine fallen aus und die Milch dickt ein. Aufgrund dieser Fähigkeit wird Lab bzw. das darin enthaltene Chymosin B zur Produktion von Käse verwendet. Traditionell wird Lab aus den Mägen geschlachteter Kälber gewonnen. Durch Präzisionsfermentation ist seit Anfang der 1990er Jahre auch eine tierfreie Alternative möglich. Durch Einführen der Original-Gensequenz von Chymosin B aus dem Hausrind in einen Pilz (Trichoderma reesei) kann ein identisches Protein aus einem Fermentationsprozess anstatt aus Schlachtung gewonnen werden. Heutzutage werden 80 % des weltweit in der Käseproduktion eingesetzten Labs auf diese Weise produziert.

## Motive für die Erforschung

### Umwelt
Um den Umwelteinfluss von kultiviertem Fleisch herauszufinden, gibt es verschiedene LCA-Studien (life cycle asessment), die kultiviertes Fleisch mit konventionellen Tierprodukten vergleichen. Die neueste Studie (Stand 2022) kommt vom niederländischen Forschungsinstitut CE Delft. Demnach wird der ökologische Fußabdruck wie folgt verringert: Kultiviertes Fleisch verursacht 92 % weniger Treibhausgas-Emissionen als konventionelles Rindfleisch, 52 % weniger als konventionelles Schwein und 17 % weniger als konventionelles Huhn. Außerdem benötigt kultiviertes Fleisch laut einer Prognose bei Verwendung nachhaltiger Energie (CM sust.) im Vergleich zu konventionellem Rindfleisch bis zu 95 % weniger Land, 78 % weniger Wasser, spart bis zu 93 % der Feinstaubbelastung ein und verringert die Auswirkungen auf die globale Erwärmung um 92 %.

### Gesundheit
Die Zielsetzung, mit kultiviertem Fleisch das tierische Produkt nachzuahmen, setzt eine grundlegende Übereinstimmung der Zusammensetzung von Muskelfleisch und kultiviertem Fleisch voraus. Natürliches Fleisch trägt zur vollwertigen Protein-, Vitamin- und Mineralstoffversorgung bei, die je nach Entnahmeregion, Tier oder Fleischprodukt variieren kann. Kritik gegenüber Fleischprodukten entspringt vor allem erhöhten Anteilen gesättigter Fettsäuren in nicht mageren Fleischstücken oder Fleischprodukten. Ebenso werden Zusätze in Fleischprodukten wie Pökelsalz durch ihre gesundheitsschädliche Auswirkung bei hohem Konsum kritisiert. Die synthetische Herstellung von kultiviertem Fleisch ermöglicht es hypothetisch, die Fettmenge sowie die Fettsäurezusammensetzung durch Adipozyt-Kulturen zu optimieren. Ein Austausch von gesättigten mit mehrfach ungesättigten Omega-3-Fettsäuren, wie sie in Fisch vorkommen, ist in Diskussion. Da das Endprodukt von den hinzugefügten Zellen und dem Nährmedium definiert wird und durch eben diese verändert werden kann, besteht die Möglichkeit des Feintunings. Dadurch könnte das als erstrebenswert anerkannte Verhältnis von Omega-6- zu Omega-3-Fettsäuren in den hergestellten Produkten eingestellt werden. Zwar ist die Umsetzung dieser Überlegungen noch nicht gesichert, es gibt jedoch einige Ansätze der Fettoptimierung, z. B. durch Fettsäuresupplementation des Mediums oder durch Tuning der Fettsäurezusammensetzung in den zugegebenen Adipozyten.
Die Zugabe von Vitaminen und Mineralien wird derzeit durch Supplementation des Mediums oder des Endproduktes erforscht. Durch fortschreitende Forschung wird der nutritive Inhalt kultivierten Fleisches möglicherweise den von tierentnommenem Fleisch übertreffen, jedoch muss dieser mit den Einflüssen der Veränderungen auf Geschmack und Konsistenz des Endproduktes abgeglichen werden. Forschung in diesem Bereich beschäftigt sich mit dem Fortschrittsgedanken, kultiviertes Fleisch zu verbessern und gleichzeitig potenzielle Konsequenzen dieser Abänderungen aufzudecken und zu beheben.
Ein weiterer Kritikpunkt des heutigen Fleischkonsums ist die Anreicherung von Antibiotika im Fleisch, die durch Massentierhaltung notwendig sind. Durch den Wegfall des Heranzüchtens eines kompletten Tieres umgeht die kultivierte Fleischproduktion solche Probleme und weckt so in der Theorie weniger gesundheitliche Bedenken als konventionell hergestelltes Fleisch. Start-ups im Bereich der zellulären Landwirtschaft nutzen weitaus weniger Antibiotika als konventionelle Tierhaltung. Die sterile Herstellung kultivierten Fleisches ohne jegliche Antibiotika ist zwar noch keine Realität, da Antibiotika potenziell zur Vermeidung möglicher Kontamination in der Zellkultur dienen; die Gesamtmenge der Antibiotikarückstände im Endprodukt würde jedoch drastisch gesenkt. Die Bedingungen in Zellkulturen verhindern ebenso die Übertragung von Zoonosen oder Kontaminationen, wie sie in Schlachthäusern möglich sind. Durch den sinkenden Kontakt mit lebendigen Tieren in Massentierhaltung könnte die Risikoaussetzung von Menschen mit viralen Pathogenen reduziert werden. Die Sicherheit der zugesetzten Substrate, die zur Entwicklung von kultiviertem Fleisch notwendig sind, muss gewährleistet sein, um bisher unbekannte Gesundheitsrisiken durch neue Technologien auszuschließen. Im Allgemeinen wird die Lebensmittelsicherheit kultivierten Fleisches als hoch eingestuft, muss jedoch im Umfeld der Hochskalierung noch bestätigt werden.
Abseits von kultiviertem Fleisch wird zelluläre Landwirtschaft auch genutzt, um durch Präzisionsfermentation identische Tierprodukte (z. B. Proteine) ohne die Nutzung des Tieres herzustellen. Hierfür wird genetisches Material des gewünschten Tierproteins in einen effizienten Wirt, z. B. Hefen, integriert, die dann in Fermentationsinkubatoren kultiviert werden und so eine große Menge des gewünschten Proteins produzieren. Das Produkt kann vom Wirt (Host) getrennt und aufgereinigt werden. Enzyme, die durch diesen Prozess hergestellt und vom Host genutzt werden, wurden durch die FDA als "generally regarded as safe (GRAS)" eingestuft. Fermentation wird bereits häufig genutzt, z. B. in der Käseherstellung. Die Methode kann auf weitere Milchprodukte sowie Eier und Gelatine angewandt werden.

## Industrialisierung

### Markt in Deutschland und Nachbarländern
Während der weltweite Markt der zellulären Landwirtschaft weltweit in zahlreichen Bereichen (Fleisch, Fisch, Milchprodukte, Eier, Gelatine, Seide, Leder) wächst, konzentrierten sich Start-ups in Deutschland, Niederlande und Österreich vorerst auf den Bereich des kultivierten (Fisch-)Fleisches.
Als Pionier der Zellulären Landwirtschaft durch die Entwicklung des ersten kultivierten Fleischproduktes im Jahr 2013 gründete Mark Post 2015 das erste niederländische Unternehmen Mosa Meat, welches sich mit der Produktion von kultiviertem Fleisch auseinandersetzt. 2018 folgte die Gründung von Meatable, einem weiteren niederländischen Unternehmen, das die Produktion von Fleisch vom Tier trennen will. Ein Jahr später wurde Peace of Meat (ebenfalls in den Niederlanden) gegründet. Peace of Meat spezialisiert sich auf die Züchtung kultivierten tierischen Fetts als wichtigem Bestandteil des Endproduktes.
2019 wurde in den Niederlanden FUMI Ingredients gegründet. Fumi Ingredients fokussiert sich auf Inhaltsstoffe, die durch zelluläre Landwirtschaft mit Mikroorganismen hergestellt werden. FUMI Ingredients stellt Eiweiß her, das zur vielfältigen weiteren Verarbeitung genutzt werden kann.
Im Bereich der Mikroorganismennutzung ist Formo (zuvor: LegenDairy Foods) ansässig. Das 2019 gegründete Unternehmen mit Hauptsitz in Berlin nutzt Hefen zur Herstellung von Milcheiweißen, um diese vor allem zur Käseherstellung zu nutzen.
Die 2018 gegründete Hamburger Firma Mushlabs nutzt Pilzmycelzellen zur Fermentation. Das Startup Bluu Biosciences, das 2020 in Berlin gegründet wurde, spezialisiert sich auf die Erzeugung von Produkten aus Fischzellen.
Die 2016 in Chicago, USA, gegründete Firma Because Animals mit Nebensitz in Wien, Österreich, ist auf Nahrung für Haustiere (Hunde, Katzen) spezialisiert.

## Gesellschaftliche Aspekte

### Akzeptanz und Kritik
Laut aktueller Studienlage (2020) liegt die Akzeptanzrate zum Probieren kultivierten Fleisches bei etwas mehr als der Hälfte der Befragten (57 % der befragten Deutschen im Jahr 2019, 64,4–66,4 % in den USA). Daten zum eingeschätzten regelmäßigen Kaufwillen fallen geringer aus (11,5 % in Brasilien gegenüber 59,3 % in den USA). Die Hauptfaktoren, die die Akzeptanz kultivierten Fleisches beeinflussen, sind die wahrgenommenen Vorteile für das Individuum selbst sowie für die Gesellschaft, u. a. die Vermeidung von Tierleid und Tötung, die erhöhte Einsetzung für das Tierwohl und damit verbundene moralische Ansätze, kultiviertes Fleisch als Alternative für Haustierfutter, die nicht vegan ernährt werden können, bei sonstiger veganer Lebensweise der Tierhalter, sowie auch Umweltfaktoren wie Reduktion von Treibhausgasemissionen, verminderte Wasser- und Landnutzung, ein potentiell geringerer Fettgehalt des Endproduktes und die Adressierung der Hungersnot durch wachsende Weltbevölkerung. Erhöhte zukünftige Akzeptanz werde durch mehr Information über kultiviertes Fleisch zur Reduktion der Gefühle von Unnatürlichkeit und Fremdsein, die angepasste Nomenklatur und die geeignete Rahmensetzung mit Fokus auf gesellschaftliche Vorteile anstatt auf wissenschaftlichen Fortschritt erreicht. Ebenfalls sei der ethische Aspekt eine treibende Kraft der Akzeptanz: Der Konsum von Tierprodukten ohne die Einschränkung von Tierwohl als Grundgedanke der zelluläre Landwirtschaft steht im Fokus vieler zukünftiger Konsumenten. Die Belehrung über Umweltaspekte und Tierwohl scheint größere Zustimmung zu fördern als Informationsaustausch zu der Technologie von kultiviertem Fleisch, eine Erkenntnis, die möglicherweise auf naturalistischer Heuristik beruhe, dem Gedanken, dass das Natürliche gut sei, wobei angemerkt wird, dass die konventionelle Tierhaltung alles andere als natürlich ist. Die Techniken der zellulären Landwirtschaft sollten daher nicht allein mit der Natürlichkeit eines Tieres verglichen werden, sondern mit dem kompletten System der Massentierhaltung.
Als Nachteile werden genannt, dass in Kulturen gezüchtetes „Fleisch“ als unnatürlich, fremd und gefälscht wahrgenommen wird. Zudem finden bei Zellulärer Landwirtschaft auch gentechnische Verfahren Anwendung, die besonders in Deutschland eher skeptisch gesehen werden. Die generelle Akzeptanz künstlich erzeugter Nahrungsmittel aus der Labortechnik wird ebenfalls kritisch bewertet, so wurde vom Schweizer Gottlieb-Duttweiler-Institut (GDI) im European Food Trends Report 2021 über eine australische Studie aus 2020 zur Generation Z berichtet, dass 72 Prozent der Befragten nicht bereit gewesen seien, künstlich erzeugte Fleischprodukte zu billigen. Eine weitere zu klärende Frage nach dem Auskommen von Kleinbauern und ihrer landschaftspflegerischen Eigenschaften besteht vor allem im ländlichen Bereich, die auch vom Tourismus abhängig ist. Der durch die noch anfängliche Forschung hohe Preis ist ebenfalls ein Aspekt, der die Akzeptanz von kultiviertem Fleisch vermindert. Des Weiteren ist die Tatsache zu beachten, dass vor allem bei der Bevölkerung in den Industrienationen vermehrt Krankheiten durch zu hohe Proteinaufnahmen, insbesondere durch tierisches Protein, induziert werden. Empfohlen wird eine Ernährung mit zwei Dritteln pflanzlichen Proteinen und einem Drittel tierischem Protein.

### Akademische Forschung
Folgende akademische Forschungsprojekte gibt es zurzeit (Stand 2022) in Deutschland:
- Arbeitsgruppe von Petra Kluger an der Hochschule Reutlingen[32]
- Forschungsprojekt „Disruptive Technologien“ von Henning Laux an der TU Chemnitz[33]
- Forschungsprojekt BioInk von Andreas Blaeser an der TU Darmstadt in Kooperation mit Merck KGaA und der Tufts University[34][35]
- Forschungsgruppe von Nick Lin-Hi an der Universität Vechta[36]

### Lobbyierende Organisationen
Zur Unterstützung des Marktes alternativer Proteine haben sich weltweit einige NGO gegründet, um dem Markt der alternativen Proteine zu helfen, das Ende der Massentierhaltung zu beschleunigen und die Akzeptanz der industriellen Herstellung von tierähnlichen Produkten durch Wissensverbreitung zu erhöhen. Ziel ist es, Konsumenten, Politiker, Wissenschaftler sowie weitere Interessensgruppen zu informieren und vernetzen. In Deutschland sind die Lobbyorganisationen Good Food Institute (GFI) Europe und Cellular Agriculture (CellAG) Deutschland sowie CellAG Europe tätig. Hochschulgruppen wie die in Regensburg und Berlin gegründeten und vom GFI unterstützten Alt.Protein-Projects setzen sich ebenfalls für die Verbreitung alternativer Proteine ein. Ebenfalls unterstützt der Verband BALpro die zelluläre Landwirtschaft als eine alternative Proteinquelle.